# Енцефалітозоон
Енцефалітозоон (Encephalitozoon) — рід паразитичних грибів родини Unikaryonidae відділу мікроспоридій (Microsporidia).

## Опис
Облігатні внутрішньоклітинні паразити хребетних тварин. Викликають патології нервової, травної та дихальної системи у хазяїв. Клітини містять типові органели еукаріотичних клітин, але відсутні мітохондрії. Вважається що таке спрощення викликане пристосуванням до паразитичного способу життя. Як і всі мікроспоридії, енцефалітозоон утворює характерні одноклітинні спори, з яких виходить трубочка, через яку спороплазма переходить до клітини господаря.

## Патогенез
Енцефалітозон може викликати деякі захворювання у людини. Enterocytozoon bieneusi хронічну діарею у хворих на ВІЛ. E. helleri та E. intestinalis викликають кон'юнктивіт, синусит та ураження дихальних та сечостатевих органів. E. cuniculi — внутрішньоклітинний паразит, який викликає інфекцію центральної нервової системи у гризунів, кроликів, приматів та деяких хижих ссавців. У кролів спричиняє смертельну хворобу енцефалітозооноз кролів.

## Види
- Enterocytozoon bieneusi
- Encephalitozoon cuniculi
- Encephalitozoon helleri
- Encephalitozoon intestinalis
- Encephalitozoon lacertae